# Praesos
Praesos is een geslacht van vlinders van de familie spanners (Geometridae), uit de onderfamilie Ennominae.

## Soorten
- P. angelus Rothschild, 1898
- P. dysphanioides Rothschild, 1896
- P. mariana White, 1852
- P. wollastoni Rothschild, 1915